# Бескудук (Сариагаський район)
Бескуду́к (каз. Бесқұдық) — село у складі Сариагаського району Туркестанської області Казахстану. Входить до складу Куркелеського сільського округу.
Населення — 13 осіб (2021; 83 у 2009, 62 у 1999, 214 у 1989).